# Campeonato de España de Selecciones Autonómicas de Baloncesto Infantil Masculino
El Campeonato de España de Selecciones Autonómicas Infantil Masculino —conocido como KDTINF— es la competición estatal de referencia en categoría infantil (sub-14) para selecciones autonómicas, organizada por la Federación Española de Baloncesto (FEB). Suele celebrarse a comienzos de enero y, en los últimos años, su sede habitual ha sido la provincia de Huelva.

## Formato de competición
Participan las 19 selecciones autonómicas españolas. El torneo se disputa en cinco días, con el siguiente sistema:
- Fase de grupos: cinco grupos (A–E). Habitualmente A–C con cuatro equipos y D–E con tres.
- Cuartos de final: avanzan los dos primeros de A, B y C, y los líderes de D y E (8 equipos).
- Fase final (cuartos, semifinales y final) y cruces por los puestos 9.º–16.º. Los 4.º de B, C y D juegan un triangular por 17.º–19.º.

## Selecciones participantes
Andalucía, Aragón, Asturias, Islas Baleares, Canarias, Cantabria, Castilla-La Mancha, Castilla y León, Cataluña, Ceuta, Comunidad Valenciana, Extremadura, Galicia, La Rioja, Madrid, Melilla, Murcia, Navarra y País Vasco.

## Historial
| Ed.     | Año  | Sede          | Resultado | Oro             | Plata           | Bronce          |
| ------- | ---- | ------------- | --------- | --------------- | --------------- | --------------- |
| I       | 1984 | Madrid        |           | Madrid          | Cataluña        | Castilla y León |
| II      | 1985 | Zaragoza      |           | Cataluña        | Madrid          | Aragón          |
| III     | 1986 | San Sebastián |           | Cataluña        | Madrid          | Castilla y León |
| IV      | 1987 | Badajoz       |           | Cataluña        | Canarias        | Aragón          |
| V       | 1988 | Santander     |           | Cataluña        | Aragón          | País Vasco      |
| VI      | 1989 | Zaragoza      |           | Cataluña        | Aragón          | C. Valenciana   |
| VII     | 1990 | Vitoria       |           | Madrid          | Cataluña        | Galicia         |
| VIII    | 1991 | Cuenca        |           | Cataluña        | Madrid          | C. Valenciana   |
| IX      | 1992 | Albacete      |           | Aragón          | Andalucía       | Cataluña        |
| X       | 1993 | Calvià        |           | Cataluña        | Madrid          | Galicia         |
| XI      | 1994 | Zaragoza      |           | Cataluña        | Andalucía       | Madrid          |
| XII     | 1995 | Carmona       |           | Cataluña        | Madrid          | Castilla y León |
| XIII    | 1996 | Blanes        |           | Cataluña        | Castilla y León | Madrid          |
| XIV     | 1997 | Lloret        |           | Castilla y León | Madrid          | Cataluña        |
| XV      | 1998 | Lloret        |           | Cataluña        | Madrid          | Aragón          |
| XVI     | 1999 | Lloret        |           | Cataluña        | Madrid          | Andalucía       |
| XVII    | 2000 | Lloret        |           | Cataluña        | Madrid          | Andalucía       |
| XVIII   | 2001 | Lloret        |           | Madrid          | Cataluña        | Andalucía       |
| XIX     | 2002 | Lloret        |           | Madrid          | Cataluña        | Andalucía       |
| XX      | 2003 | Lloret        |           | Madrid          | Andalucía       | Canarias        |
| XXI     | 2004 | Lloret        |           | Cataluña        | Andalucía       | Canarias        |
| XXII    | 2005 | Chiclana      |           | Madrid          | Andalucía       | Cataluña        |
| XXIII   | 2006 | Chiclana      |           | Cataluña        | Andalucía       | Castilla y León |
| XXIV    | 2007 | Chiclana      | 76–69     | Madrid          | Cataluña        | Andalucía       |
| XXV     | 2008 | Cáceres       | 69–46     | Madrid          | Cataluña        | Galicia         |
| XXVI    | 2009 | Cáceres       | 96–56     | Cataluña        | Canarias        | País Vasco      |
| XXVII   | 2010 | Zaragoza      | 80–79     | Cataluña        | Madrid          | C. Valenciana   |
| XXVIII  | 2011 | Córdoba       | 90–74     | Cataluña        | Madrid          | Canarias        |
| XXIX    | 2012 | Valladolid    | 64–66     | Andalucía       | Madrid          | Islas Baleares  |
| XXX     | 2013 | Chiclana      | 59–60     | Madrid          | Canarias        | Andalucía       |
| XXXI    | 2014 | Zaragoza      | 72–61     | Madrid          | Andalucía       | Cataluña        |
| XXXII   | 2015 | Zaragoza      | 91–58     | Madrid          | Cataluña        | C. Valenciana   |
| XXXIII  | 2016 | Huelva        | 76–60     | Madrid          | Cataluña        | Canarias        |
| XXXIV   | 2017 | Huelva        | 56–52     | Cataluña        | Madrid          | C. Valenciana   |
| XXXV    | 2018 | Valladolid    | 71–63     | Madrid          | Canarias        | Cataluña        |
| XXXVI   | 2019 | Huelva        | 59–84     | Canarias        | C. Valenciana   | Madrid          |
| XXXVII  | 2020 | Huelva        | 68–58     | Andalucía       | Cataluña        | C. Valenciana   |
| XXXVIII | 2021 | Huelva        | 88–76     | Andalucía       | Madrid          | C. Valenciana   |
| XXXIX   | 2022 | Huelva        | 75–88     | Madrid          | Andalucía       | C. Valenciana   |
| XL      | 2023 | Huelva        | 47–76     | Cataluña        | C. Valenciana   | Madrid          |
| XLI     | 2024 | Huelva        | 73–57     | Cataluña        | Madrid          | Andalucía       |
| XLII    | 2025 | Huelva        | 89–91     | Madrid          | C. Valenciana   | Galicia         |

## Palmarés
| Federación      | Oro | Plata | Bronce | Años campeonato |
| --------------- | --- | ----- | ------ | --- |
| Cataluña        | 21  | 9     | 5      | 1985, 1986, 1987, 1988, 1989, 1991, 1993, 1994, 1995, 1996, 1998, 1999, 2000, 2004, 2006, 2009, 2010, 2011, 2017, 2023, 2024 |
| Madrid          | 15  | 15    | 4      | 1984, 1990, 2001, 2002, 2003, 2005, 2007, 2008, 2013, 2014, 2015, 2016, 2018, 2022, 2025                                     |
| Andalucía       | 3   | 8     | 7      | 2012, 2020, 2021 |
| Canarias        | 1   | 4     | 4      | 2019 |
| Castilla y León | 1   | 1     | 4      | 1997 |
| Aragón          | 1   | 2     | 3      | 1992 |
| C. Valenciana   | 0   | 3     | 8      | — |
| Islas Baleares  | 0   | 0     | 1      | — |
| Galicia         | 0   | 0     | 4      | — |
| País Vasco      | 0   | 0     | 2      | — |